# Trận Malvern Hill
Trận Malvern Hill, còn gọi là Trận nông trại Poindexter, diễn ra ngày 1 tháng 7 năm 1862 tại quận Henrico, Virginia, là trận thứ sáu và cũng là trận sau cùng trong Chuỗi trận Bảy ngày thời Nội chiến Hoa Kỳ. Đại tướng Liên minh miền Nam Robert E. Lee đã mở nhiều đợt tấn công vào vị trí phòng thủ vững chắc của quân Liên bang miền Bắc trên đồi Malvern Hill. Nhưng các cuộc công kích rời rạc đều bị đẩy lui, quân miền Nam đã lâm vào thảm họa và phải chịu hơn 5.300 thương vong mà không giành được một tấc đất nào. Nhiều tướng sĩ miền Nam đã miêu tả nỗi kinh hoàng ghê gớm của trận thua này đối với họ. Với chiến thắng trong trận Malvern Hill, Binh đoàn Potomac đã làm nên một trong số ít những thắng lợi của họ trong suốt cả cuộc Nội chiến Hoa Kỳ.
Thắng lợi tại trận Malvern Hill thể hiện sức chiến đấu anh dũng của các chiến sĩ Liên bang, giữ vững trọn vẹn phòng tuyến của mình. Đối với Lee, sự thảm hại của trận thua này thể hiện qua tổn thất nặng nề của quân đội ông, trong khi quân đội miền Bắc thì hứng chịu ít ỏi mất mát hơn. Thiếu tướng miền Bắc George B. McClellan tuy thắng trận cuối này, nhưng vẫn rút lui về đào hào phòng thủ tại khu Harrison's Landing trên sông James, dùng tàu chiến bảo vệ quân sĩ. Cuộc chinh phạt bán đảo Virginia của quân miền Bắc - Chiến dịch Bán đảo - đến đây kết thúc thất bại. Binh đoàn Potomac sẽ không bao giờ hoàn toàn lật ngược được thế thượng phong của Lee sau Chiến dịch này.